# Enrico Fabris
Enrico Fabris (Asiago, 5 de octubre de 1981) es un deportista italiano que compitió en patinaje de velocidad sobre hielo. 
Participó en tres Juegos Olímpicos de Invierno, entre los años 2002 y 2010, obteniendo tres medallas en Turín 2006, oro en 1500 m y en persecución por equipos (junto con Matteo Anesi, Ippolito Sanfratello y Stefano Donagrandi) y bronce en 5000 m.
Ganó tres medallas en el Campeonato Mundial de Patinaje de Velocidad sobre Hielo entre los años 2006 y 2009, y cinco medallas de plata en el Campeonato Mundial de Patinaje de Velocidad sobre Hielo en Distancia Individual entre los años 2005 y 2008. Además, obtuvo cuatro medallas en el Campeonato Europeo de Patinaje de Velocidad sobre Hielo entre los años 2006 y 2010.

## Palmarés internacional
| Juegos Olímpicos                           | Juegos Olímpicos                | Juegos Olímpicos  | Juegos Olímpicos        |
| Año                                        | Lugar                           | Medalla           | Prueba                  |
| ------------------------------------------ | ------------------------------- | ----------------- | ----------------------- |
| 2006                                       | Turín (Italia)                  | Medalla de oro    | 1500 m                  |
| 2006                                       | Turín (Italia)                  | Medalla de oro    | Persecución por equipos |
| 2006                                       | Turín (Italia)                  | Medalla de bronce | 5000 m                  |
| Campeonato Mundial                         |                                 |                   |                         |
| Año                                        | Lugar                           | Medalla           | Prueba                  |
| 2006                                       | Calgary (Canadá)                | Medalla de plata  | Clasificación general   |
| 2007                                       | Heerenveen (Países Bajos)       | Medalla de plata  | Clasificación general   |
| 2009                                       | Hamar (Noruega)                 | Medalla de bronce | Clasificación general   |
| Campeonato Mundial en Distancia Individual |                                 |                   |                         |
| Año                                        | Lugar                           | Medalla           | Prueba                  |
| 2005                                       | Inzell (Alemania)               | Medalla de plata  | Persecución por equipos |
| 2007                                       | Salt Lake City (Estados Unidos) | Medalla de plata  | 5000 m                  |
| 2008                                       | Nagano (Japón)                  | Medalla de plata  | 5000 m                  |
| 2008                                       | Nagano (Japón)                  | Medalla de plata  | 10 000 m                |
| 2008                                       | Nagano (Japón)                  | Medalla de plata  | Persecución por equipos |
| Campeonato Europeo                         |                                 |                   |                         |
| Año                                        | Lugar                           | Medalla           | Prueba                  |
| 2006                                       | Hamar (Noruega)                 | Medalla de oro    | Clasificación general   |
| 2007                                       | Collalbo (Italia)               | Medalla de plata  | Clasificación general   |
| 2008                                       | Kolomna (Rusia)                 | Medalla de bronce | Clasificación general   |
| 2010                                       | Hamar (Noruega)                 | Medalla de plata  | Clasificación general   |